# Проблема золотої рибки
«Пробле́ма золото́ї ри́бки» (англ. The Goldfish Problem) — перший епізод першого сезону американського телевізійного мінісеріалу «Місячний лицар», заснованого на коміксах Marvel, за участю персонажа Місячного лицаря. Він починається зі Стівена Ґранта, коли він дізнається про свій дисоціативний розлад ідентичности і смертельну таємницю, пов’язану з єгипетськими богами, до якої залучена його інша особа, Марк Спектор. Епізод розгортається у Кіновсесвіті Marvel (КВМ). Його написав головний сценарист Джеремі Слейтер, а режисер — Мохамед Діаб.
Оскар Айзек грає Марка Спектора / Місячного Лицаря та Стівена Ґранта, а також Мей Каламаві, Карім Ель-Хакім, Ф. Мюррей Абрагам та Ітан Гоук. Слейтер приєднався до серіалу в листопаді 2019 року, щоб стати головним сценаристом і виконавчим продюсером, а Діаб приєднався в жовтні 2020 року для режисури чотирьох епізодів серіалу. Зйомки проходили в Origo Studios в Будапешті, а зйомки проходили по всій Угорщині та в Словенії.
«Проблема золотої рибки» вийшов на Disney+ 30 березня 2022 року. Епізод отримав здебільшого позитивні відгуки від критиків, які високо оцінили гру Айзека та Гоука та його тональний відхід від КВМ, але деякі вказали на відсутність розвитку сюжету.

## Сюжет
Співробітник Британського музею Стівен Ґрант час від часу страждає від знеструмлення. Одного разу засинаючи, він виявляється, що прокидається в австрійських Альпах, стаючи свідком культової зустрічі, яку очолює релігійний фанат Артур Гарроу, який вимагає скарбея, який Ґрант несвідомо мав у своєму володінні. Він тікає з Гарроу і ледь не вбивається, але його врятує таємничий голос в його голові.
Прокинувшись у своєму домі, помітивши кілька дивацтв і повернувшись із невчасного побачення, Ґрант розуміє, що минуло два дні відтоді, як він пішов спати. Пізніше він знаходить у квартирі своєї квартири захований телефон і ключ-картку, і, перевіряючи пропущені дзвінки від жінки на ім’я Лейла, вона телефонує. Ґрант збентежений, коли вона називає його «Марком».
Наступного дня Ґрант стикається з Гарроу на роботі, який виявляє, що він є слугою єгипетської богині Амміт. Пізніше тієї ж ночі Гарроу викликає шакала-монстра, який нападає на Ґранта в музеї. Коли Ґрант затиснутий у кут монстра, його відображення в дзеркалі говорить Ґранту дозволити йому взяти контроль. Ґрант погоджується, перетворюючись на воїна в плащі, який вбиває монстра.

## Виробництво

### Розробка
У серпні 2019 року Marvel Studios оголосила, що серіал на основі Moon Knight розробляється для потокового сервісу Disney+. Того листопада Джеремі Слейтер був найнятий головним сценаристом серіалу, в той час як єгипетський режисер Мохамед Діаб мав поставити чотири епізоди до жовтня 2020 року, включаючи перший епізод. Слейтер і Діаб є виконавчими продюсерами разом із Кевіном Файґі із Marvel Studios, Луїсом Д'Еспозіто, Вікторією Алонсо, Бредом Віндербаумом, Ґрантом Кертісом та зіркою Оскаром Айзеком:2. Перший епізод під назвою «Проблема золотої рибки» був написаний Слейтером і був випущений на Disney+ 30 березня 2022 року.

### Сценарій
Діаб хотів включити сцену «чорної комедії», в якій Стівен Ґрант замовляє стейк, незважаючи на те, що він веган, як спосіб показати, що він не просто втратив свідомість, а що це «руйнує його життя, навіть його романтичне життя» та спосіб підключення аудиторії до Ґранта. 

### Кастинг
В епізоді зіграють Оскар Айзек у ролі Марка Спектора / Місячного Лицаря та Стівена Ґранта, Мей Каламаві в ролі Лейли Ель-Фаулі, Карім Ель-Хакім та Ф. Мюррей Абрагам у ролі виконавця на зйомках та голосу Хоншу відповідно та Ітан Гоук у ролі Артура Борона:42:24–42:45. Також з'являються Люсі Теккерей у ролі Донні, Шафран Гокінґ у ролі Ділана, Шон Скотт у ролі Кроулі та Олександр Кобб у ролі ДжейБі:43:35.

### Зйомки та візуальні ефекти
Зйомки проходили на студії Origo Studios у Будапешті,:8  під керівництвом Діаба та Грегорі Міддлтон як оператор:24–25. Місцеві зйомки проходили по всьому Будапешту та Словенії:10–11, зйомки проходили у Сентендрі, Угорщина, на початку травня 2021 року. Хоук запропонував вступну сцену Герроу, де він кладе уламки скла у свої сандалії, бо хотів, щоб у персонажа був його «малюнок на всю сторінку», який лиходії отримують у коміксах. Помітивши, що в нього є тростина, але не кульгавість, він став думати про «духовних людей, які божеволіють, які божеволіють від своєї духовної гордині, і як часто це звертається всередину себе, і ви бачите, що вони таємно мучать себе у якомусь сенсі». і ненавидячи себе».
Візуальні ефекти для епізоду створили Union VFX, Framestore, Soho VFX, Zoic Studios, Mammal Studios і Crafty Apes:44:48–44:58.

### Музика
Пісні «Every Grain of Sand» Боба Ділана, «A Man Without Love» Енгельберта Гампердінка та «Wake Me Up Before You Go-Go» Wham! показані в епізоді.

## Маркетинг
Напередодні виходу епізоду Marvel випустила постер із золотою рибкою в блендері. Коментатори відзначили відсутність контексту для релізу, але вважали, що риба була достатньо важливою для історії в епізоді або серіалі, щоб виправдати, що вона буде зображена на плакаті. В епізод був включений QR-код, який дозволив глядачам отримати доступ до безкоштовної цифрової копії дебютного комікса Moon Knight, Werewolf by Night #32. Після виходу епізоду Marvel оголосила про товари, натхненні епізодом, як частину щотижневої рекламної кампанії «Marvel Must Haves» для кожного епізоду серіалу, включаючи фігурки, постери, аксесуари Moon Knight Funko Pops, Marvel Legends, Hot Toys та Marvel Select., і одяг. 

## Сприйняття

### Глядацька авдиторія
Додаток для відстеження глядачів Samba TV, який вимірює щонайменше п’ять хвилин поспіль на смарт-телевізорах у 3 мільйонах американських домогосподарств, повідомляє, що прем’єру подивилися приблизно 1,8 мільйона сімей за перші п’ять днів після випуску. Це не побило рекорд прем’єри «Локі» (2,5 млн) і прем’єру «Сокола і зимового солдата», яка досягла такої кількости переглядів протягом трьох днів. Samba TV також повідомляє, що «Місячний лицар» за той самий період часу дивилися 277 000 домогосподарств у Великій Британії, 88 000 у Німеччині та 11 000 в Австралії. 
За даними Nielsen Media Research, які вимірюють кількість хвилин, які авдиторія Сполучених Штатів дивилася на телевізорах, «Місячний лицар» був п’ятим за кількістю переглядів оригінальним серіалом у потокових сервісах за тиждень з 28 березня по 3 квітня з 418 мільйонами хвилин перегляду. Це була найнижча кількість хвилин для всіх серіалів КВМ Disney+.

### Оцінки критиків
Веб-сайт-аґрегатор оглядів Rotten Tomatoes повідомляє про рейтинг схвалення 95% із середнім рейтингом 8,00/10 на основі 21 огляду. Критичний консенсус сайту звучить так: «Проблема золотої рибки» викликає більше запитань, ніж відповідей щодо особистости цього нового героя, але різноманітна гра Оскара Айзека твердо відповідає, чому глядачі повинні залишатися тут, щоб отримати більше».
Лія Марілла Томас з Vulture поставила епізоду 4 зірки з 5, сказавши, що таємниця Ґранта і Спектора як частина дисоціативного розладу ідентичности персонажа була «забавним поворотом тропу «секретної особистости» у фантастиці про супергероїв і переконливим місцем для початку серіала. Вона зазначила, що серіал, здавалося, справляється з більш жорстоким насильством, оскільки це відбувається під час відключення свідомости Ґранта, коли він переходить на Спектора.  Метт Фаулер з IGN поставив епізоду 7 балів із 10, сказавши, що це може бути трохи дивовижним, наскільки серіал, здавалося б, відокремлений від решти КВМ, особливо після того, як попередні проєкти на Disney+ була сильно пов’язана з фільмом «Месники: Завершення». (2019). Фаулер порівняв цей епізод із серіалами Marvel Television, який не мав зв’язків з КВМ, хоча, за його словами, «поки що він працює, оскільки Стівен як би в дуже дивній церебральній в’язниці». На завершення Фаулер насолоджувався грою Ісаака та Гоукса, але стверджував, що епізод залишив у глядачів багато запитань. 
Пишучи для AV Club, Мануель Бетанкур поставив епізоду оцінку «B+», похваливши рішення використовувати відключення Ґранта як тактику оповідання, надавши епізоду «інший оповідний ритм» від будь-якого з попередніх серіалів КВМ. Бетанкур також високо оцінив роль Ісаака в ролі Ґранта, сказавши, що в результаті найбільше запитання в епізоді було «Що відбувається зі Стівеном Ґрантом?» на відміну від "Хто такий Місячний Лицар?" Крістен Говард ' Den of Geek назвала цей епізод «досить міцним вступом» у світ серіалу, і, схоже, що Ісааку надали «Джонні Деппу у «Піратах Карибського моря » свободу виконання» у ролі Ґранта. Говард заявив, що було приємно бачити шоу КВМ без «амбіційної кількости» пасхальних яєць із ширшої КВМ, і назвав версію Ґранта в КВМ в порівнянні з версією коміксів «справді, досить дратівливою», але він був зацікавлений побачити особистість Ґранта на контрасті з Спектором. Вони поставили епізоду 3 зірки з 5.
Цей епізод став ціллю рецензії на IMDb і рейтинги авдиторії Rotten Tomatoes через згадку про геноцид вірмен, заперечники, якого стверджували, що цей епізод виступає як пропаганда.